# Abulug
Abulug est une municipalité de la province de Cagayan, aux Philippines.

## Barangays
Abulug compte 20 barangays.
| - Alinunu - Bagu - Banguian - Calog Norte - Calog Sur - Canayun - Centro (Pob.) - Dana-Ili - Guiddam - Libertad | - Lucban - Pinili - Santa Filomena - Santo Tomas - Siguiran - Simayung - Sirit - San Agustin - San Julian - Santa Rosa |